# Tarista invida
Tarista invida är en fjärilsart som beskrevs av Paul Dognin 1914. Tarista invida ingår i släktet Tarista och familjen nattflyn. Inga underarter finns listade i Catalogue of Life.